# Euphrasia laingii
Euphrasia laingii är en snyltrotsväxtart som beskrevs av Donald Petrie. Euphrasia laingii ingår i släktet ögontröster, och familjen snyltrotsväxter. Inga underarter finns listade i Catalogue of Life.